# حملة تسجيل الناخبين

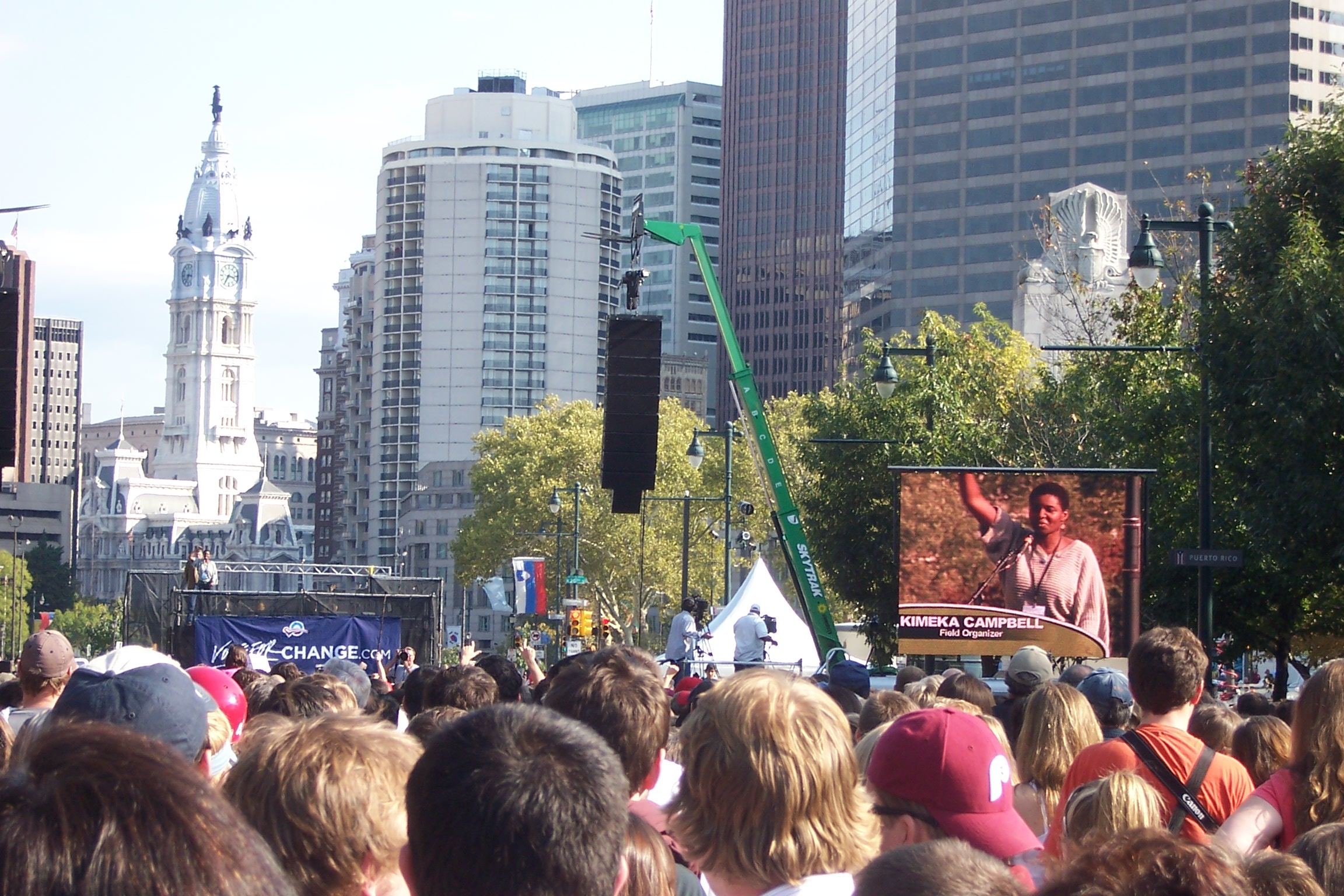
مسيرة تسجيل الناخبين في أكتوبر عام 2008 انطلقت باسم حملة الانتخابات الرئاسية لباراك أوباما، في شارع بنجامين فرانكلين في فيلادلفيا.

حملة تسجيل الناخبين هي جهود تبذلها غالبًا حملة سياسية أو حزب سياسي، أو غير ذلك من الجماعات الأخرى (الحزبية وغير الحزبية)، والتي تسعى للتسجيل للحصول على تصويت هؤلاء الأشخاص المؤهلين للتصويت ممن لم يتم تسجيلهم. وفي بعض الأحيان، يتم إجراء هذه الحملات لأغراض حزبية وتستهدف مجموعات سكانية من المحتمل أن تصوت لهذا المرشح أو ذاك؛ وعلى الجانب الآخر، يتم إجراء مثل هذه الحملات أحيانًا من قِبل مجموعات غير حزبية وتستهدف قاعدة شعبية أوسع نطاقًا.
في 4 أكتوبر 2004، قامت إحدى حملات تسجيل الناخبين في أوستن، تكساس، والتي أجراها الحزب الديمقراطي في مقاطعة ترافيس، بتسجيل أكثر من 12000 شخص للتصويت في أقل من 24 ساعة.
وفي الآونة الأخيرة، في ولاية أوريغون، يقول مسؤولون إنه تم تسجيل حوالي 8500 شخص في يوم الاثنين 15 أكتوبر وحوالي 20000 في يوم الثلاثاء 16 أكتوبر. وهو ما يشكل زيادة قدرها أكثر من 33% وزيادة عدد الناخبين المسجلين في ولاية أوريغون إلى حوالي 2.2 مليون.أويجون تضيف ناخبين جددًا